# Kostel svatého Mikuláše (Drchlava)
Kostel svatého Mikuláše je barokní kostel několikrát přestavovaný a náležející pod římskokatolickou farnost Pavlovice. Drchlava je dnes místní částí obce Chlum v jihozápadní části okresu Česká Lípa. Kostel byl dříve poničený a bohoslužby se zde nekonaly. Nyní jsou podnikány kroky k jeho obnově.[které?][kdy?]

## Historie

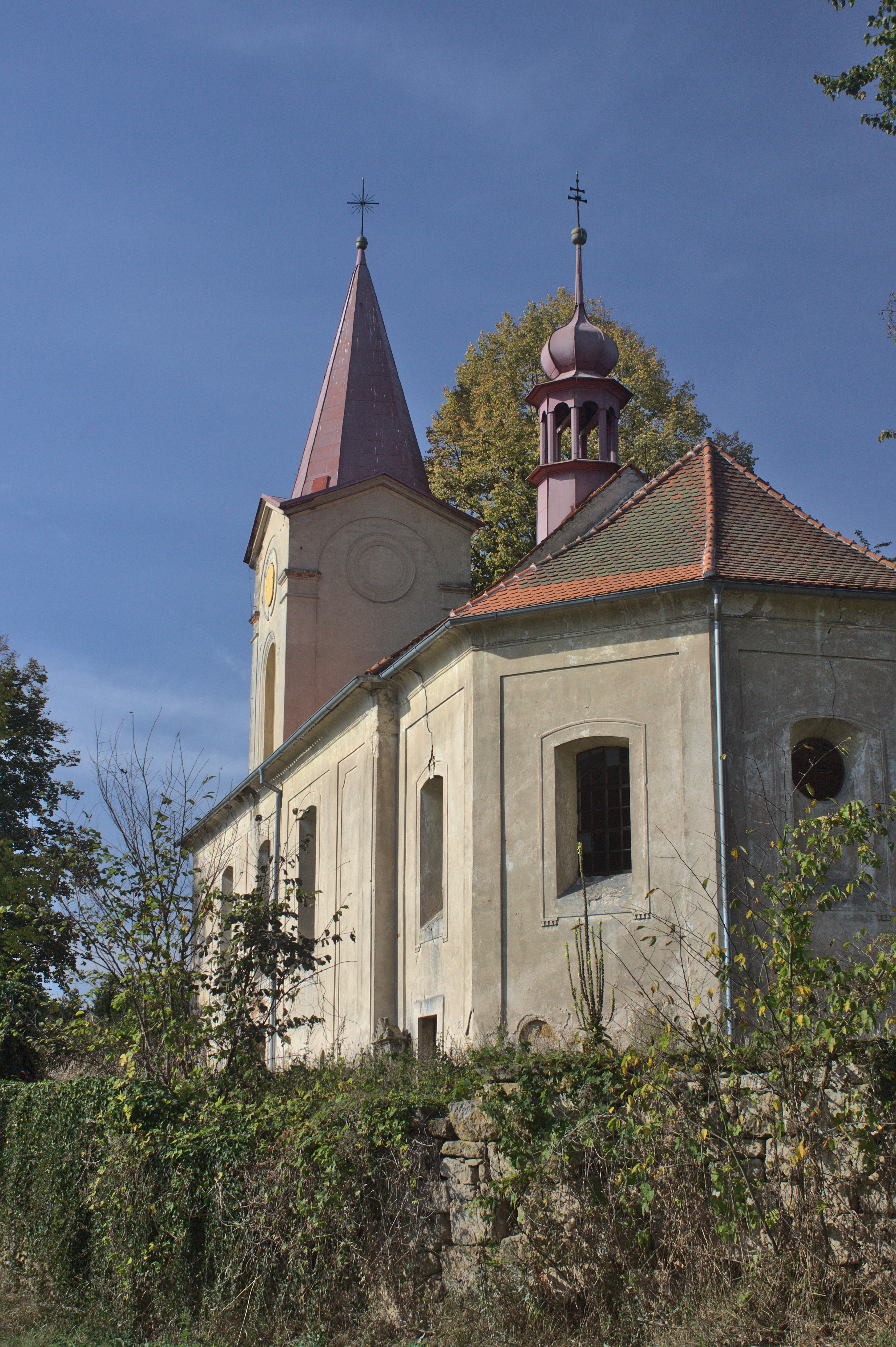
Kostel sv. Mikuláše od závěru

Kostel existoval v Drchlavě ve 14. století, první záznam je z roku 1352. Byl několikrát přestavován, či vystavěn jako nový (v letech 1585, 1717, 1777). Postupně získal barokní podobu. Kamenná věž mu byla přistavěna v roce 1854 a měl i několik zvonů.
Mše zde byly slouženy ještě několik let po roce 1945. Po roce 1960 byl kostel vykraden a postupně zdevastován. Sloužil jako sklad ovoce i pneumatik. Varhany a další zařízení byly odvezeny do okolních kostelů, případně ukradeny či zničeny. Zvon z kostelní věže je dnes zavěšen v sanktusníku kostela sv. Ondřeje v Jestřebí.
K postupné nápravě dochází až po roce 2000, podařilo se jej i zanést do evidence kulturních památek, kde je veden od roku 2004 jako kulturní památka České republiky.
Při zdi na jižní straně kostela stojí náhrobek drchlavského rychtáře Václave Kohlera  z roku 1816. Památková ochrana této hodnotné klasicistní plastiky je uvedena již v záznamech z roku 1958.

## Popis

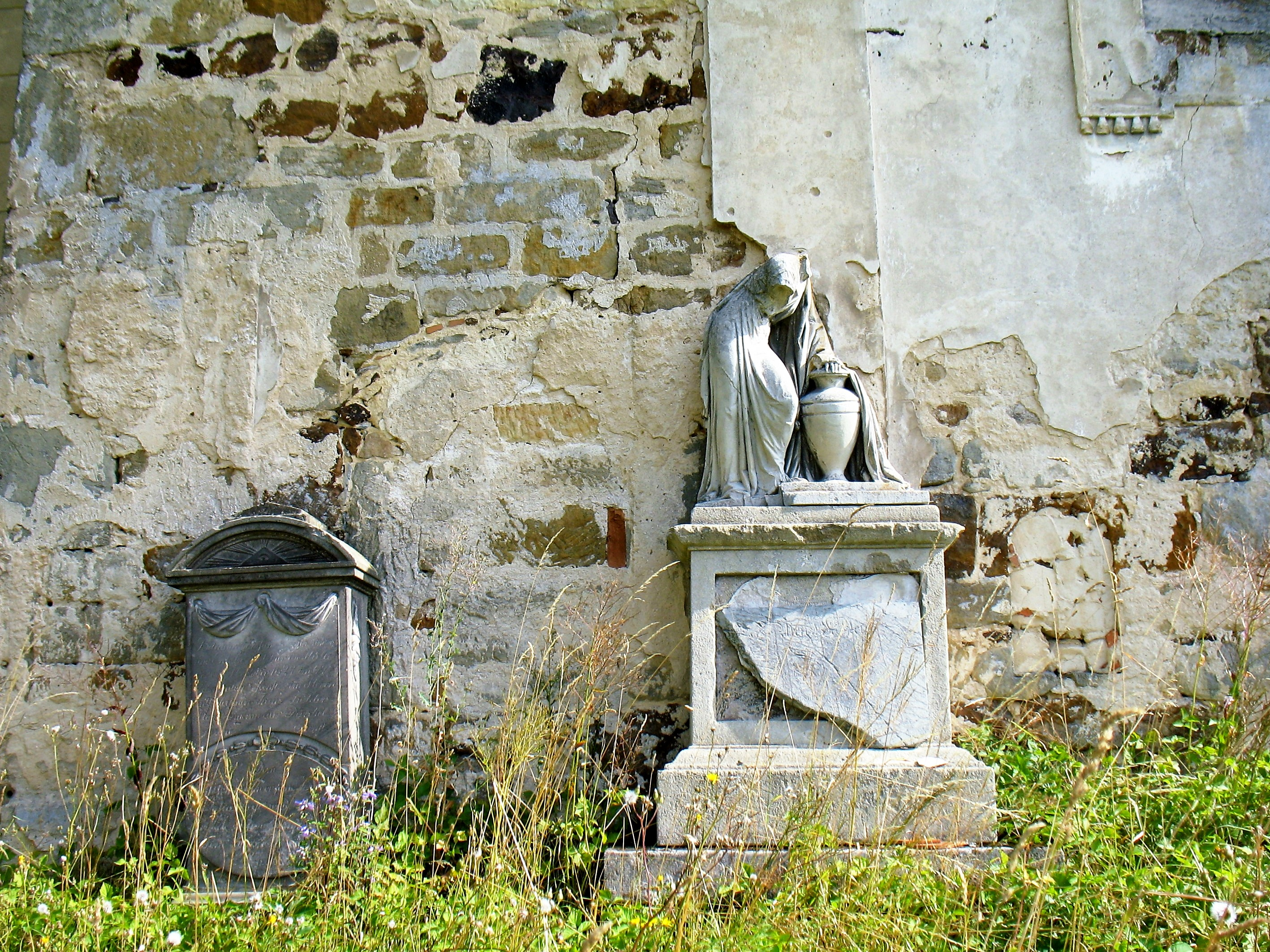
Náhrobky u jižní zdi kostela, vpravo je památkově chráněný náhrobek rychtáře Václava Kohlera

Kostel stojí na návrší mezi východním okrajem vesnice a místním hřbitovem. Areál je obklopen kamennou zdí, v niž se na jihozápadním rohu dochovalo torzo vstupní brány se zaniklými schody. Při jižní zdi kostela je několik náhrobků.